# Вооружённые силы Вьетнама
Вооружённые силы Вьетнама — вооружённые силы, получившие своё развитие в результате победы в историческом противостоянии нескольких вооружённых сил на территории современного Вьетнама.

## История вооружённого противостояния

### Лига независимости Вьетнама (Вьетминь)
Лига независимости Вьетнама (Вьетминь) — военно-политическая организация, созданная в мае 1941 года Хо Ши Мином для борьбы за независимость Вьетнама от Франции и Японии. Регулярные вооружённые отряды Вьетминя в 1945 году получили наименование «Армия освобождения Вьетнама», затем «Армия защиты Родины», а в 1949 году получили новое название — «Вьетнамская народная армия». В марте 1951 года Вьетминь объединился с партией Национальный союз Вьетнама (Льен-Вьет), в результате чего была создана единая военно-политическая организация «Объединённый национальный фронт Льен-Вьет».

### Национальная армия Вьетнама
Национальная армия Вьетнама была создана в 1949 году Францией в противовес Вьетминю, когда колониальными силами было провозглашено марионеточное Государство Вьетнам. Вместе с Экспедиционным корпусом Франции, Национальная армия Вьетнама принимала участие в Первой Индокитайской войне, однако отличалась низкой боеспособностью и не пользовалась доверием со стороны французов. Национальная армия Вьетнама была расформирована после заключения Женевских соглашений 1954 года.

### Объединённый национальный фронт Льен-Вьет
ОНФ Льен-Вьет был создан в 1951 году в результате объединения Вьетминя, Льен-Вьет и Партии трудящихся Вьетнама. ОНФ Льен-Вьет сыграл большую роль в мобилизации вьетнамского народа на вооружённую борьбу с французами в годы Первой Индокитайской войны. После подписания Женевских соглашений 1954 года о прекращении военных действий в Индокитае и разделении Вьетнама, на общенациональном съезде ОНФ в 1955 году было принято решение о самороспуске ОНФ Льен-Вьет и создании на его базе Отечественного фронта Вьетнама.

### Вооружённые силы Южного Вьетнама
Вооружённые силы Республики Вьетнам были созданы в 1955 году в качестве регулярных ВС провозглашённой в том же году Республики Вьетнам (также известной как Южный Вьетнам). Вооружённые силы Республики Вьетнам создавались по образцу ВС США и состояли из трёх родов войск: сухопутные войска, военно-морской флот и военно-воздушные силы. ВС Республики Вьетнам прекратили своё существование в 1975 году.

### Отечественный фронт Вьетнама
Отечественный фронт Вьетнама (ОВФ) был создан в ДРВ в сентябре 1955 года на базе ОНФ Льен-Вьет в целях политического руководства борьбой за объединение Вьетнама.

### Тропа Хо Ши Мина
Осенью 1957 года коммунистическое подполье в Южном Вьетнаме перешло к вооружённой борьбе с южновьетнамским правительством. В 1959 году руководство Северного Вьетнама начало оказывать партизанам юга военную помощь. В этом же году была создана транспортная группа для переброски военных материалов в Южный Вьетнам. Первоначальный путь через демилитаризованную зону себя не оправдал, и новый маршрут был проложен по территории Лаоса. Этот маршрут был назван «тропой Чыонгшон», а среди американцев в будущем получил известность как «тропа Хо Ши Мина».

### Национальный фронт освобождения Южного Вьетнама (Вьетконг)
Создание «Национального фронта освобождения Южного Вьетнама» (НФОЮВ) было провозглашено в 1960 году на Конгрессе патриотических сил, состоявшемся в одном из районов Южного Вьетнама, который был под контролем партизан. НФОЮВ подчинялся указаниям Отечественного фронта Вьетнама из Северного Вьетнама как в военных, так и в политических вопросах, хотя и не был полностью коммунистической организацией. Все вооружённые группировки НФОЮВ в 1961 году были объединены в «Национально-освободительную армию». Среди американцев НФОЮВ стал известен под названием «Вьетконг».

### Победа Отечественного фронта Вьетнама
С 1965 года в Южном Вьетнаме под прикрытием НФОЮВ уже воевали подразделения регулярной северовьетнамской армии, которые перебрасывались на юг по «тропе Хо Ши Мина». В ответ, с 1965 года последовало полномасштабное военное вмешательство США на стороне Южного Вьетнама, вызвавшее жестокую войну и широкое осуждение мировой общественности. Военное вмешательство привело к политическому кризису в США и завершилось выводом американских войск в 1973 году. Весной 1975 года объединёнными силами НФОЮВ и северовьетнамской армии Вооружённые силы Южного Вьетнама были разгромлены и южновьетнамский режим был свергнут. В следующем году Северный и Южный Вьетнам были официально объединены под названием Социалистическая Республика Вьетнам. В 1977 году НФОЮВ официально вошёл в состав Отечественного фронта Вьетнама.

## Вооружённые силы объединённого Вьетнама
Современная Вьетнамская народная армия ведёт свою историю от первых регулярных вооружённых отрядов Вьетминя, созданных в 1944 году под командованием Во Нгуен Зяпа. Вьетнамская народная армия принимала активное участие во всех трёх Индокитайских войнах. Всё, что касается Вьетнамской народной армии и других силовых структур, в СРВ строго засекречено.